# Bolborhachium kevini
Bolborhachium kevini är en skalbaggsart som beskrevs av Henry Fuller Howden 1985. Bolborhachium kevini ingår i släktet Bolborhachium och familjen Bolboceratidae. Inga underarter finns listade.